# Danijel Subašić
Danijel Subašić (* 27. října 1984, Zadar, SFR Jugoslávie) je bývalý chorvatský fotbalový brankář, který naposledy působil v klubu HNK Hajduk Split. Subašić je stříbrným medailistou z Mistrovství světa 2018.

## Klubová kariéra
Profesionální kariéru zahájil v Chorvatsku v klubu NK Zadar, z něhož odešel později do Hajduku Split.

V lednu 2012 přestoupil do klubu AS Monaco, který hrál tou dobou francouzskou Ligue 2. Podepsal smlouvu na 4½ roku.

## Reprezentační kariéra
Reprezentoval Chorvatsko v mládežnické kategorii U21.
Za chorvatský národní A-tým debutoval 14. listopadu 2009 v přátelském utkání proti Lichtenštejnsku (výhra 5:0).

### EURO 2012
Zúčastnil se EURA 2012 konaného v Polsku a na Ukrajině, kde Chorvatsko skončilo se 4 body na nepostupovém třetím místě v základní skupině C za prvním Španělskem a druhou Itálií. Na turnaji byl rezervním brankářem.

### Mistrovství světa 2014
Trenér Niko Kovač jej vzal na Mistrovství světa 2014 v Brazílii, kam Chorvatsko postoupilo z evropské baráže proti Islandu. Na šampionátu se s týmem umístil na nepostupovém 3. místě základní skupiny A, byl náhradníkem za Stipe Pletikosou. Poté, co Pletikosa ukončil po světovém šampionátu reprezentační kariéru, Subašić se stal jedničkou v chorvatském národním týmu.

## Úspěchy

### Individuální
- Tým roku Ligue 1 podle UNFP – 2016/17[8]